# Milki
Milki (biał. Мількі; ros. Мильки) – agromiasteczko na Białorusi, w obwodzie witebskim, w rejonie brasławskim, w sielsowiecie Ciecierki.

## Historia
W czasach zaborów dobra w powiecie dzisieńskim, w guberni wileńskiej Imperium Rosyjskiego
W latach 1921–1945 kolonia Milki i majątki Milki I, Milki II i Milki III leżały w Polsce, w województwie wileńskim, w powiecie dziśnieńskim (od 1926 w powiecie brasławskim), w gminie Jody.
Według Powszechnego Spisu Ludności z 1921 roku zamieszkiwało:
- kolonię Milki  – 23 osoby, wszystkie były wyznania rzymskokatolickiego i zadeklarowały polską przynależność narodową. Były tu 2 budynki mieszkalne[2]. W 1931 w 3 domach zamieszkiwało 15 osób[3].
- majątek Milki I  – 12 osób, 9 było wyznania rzymskokatolickiego a 3 prawosławnego. Jednocześnie 8 mieszkańców zadeklarowało polską, a 4 białoruską przynależność narodową. Były tu 2 budynki mieszkalne[2]. W 1931 w 3 domach zamieszkiwało 17 osób[3].
- majątek Milki II  – 41 osób, 29 było wyznania rzymskokatolickiego, 3 prawosławnego a 9 mojżeszowego. Jednocześnie wszyscy mieszkańcy zadeklarowali polską  przynależność narodową. Było tu 5 budynków mieszkalnych[2]. W 1931 w 3 domach zamieszkiwało 20 osób[3].
- majątek Milki III  – 35 osób, 31 było wyznania rzymskokatolickiego, 4 prawosławnego. Jednocześnie 31 mieszkańców zadeklarowało polską, a 4 białoruską przynależność narodową. Było tu 5 budynków mieszkalnych[2]. W 1931 w 1 domu zamieszkiwały 4 osoby[3].

Wierni należeli do parafii rzymskokatolickiej w Borodzieniczach. Miejscowość podlegała pod Sąd Grodzki w Brasławiu i Okręgowy w Wilnie; właściwy urząd pocztowy mieścił się w Jodach.
W wyniku napaści ZSRR na Polskę we wrześniu 1939 miejscowość znalazła się pod okupacją sowiecką. 2 listopada została włączona do Białoruskiej SRR. Od czerwca 1941 roku pod okupacją niemiecką. W 1944 miejscowość została ponownie zajęta przez wojska sowieckie i włączona do Białoruskiej SRR.
Od 1991 w składzie niepodległej Białorusi.